# Československo na Halovém mistrovství světa v atletice 1987

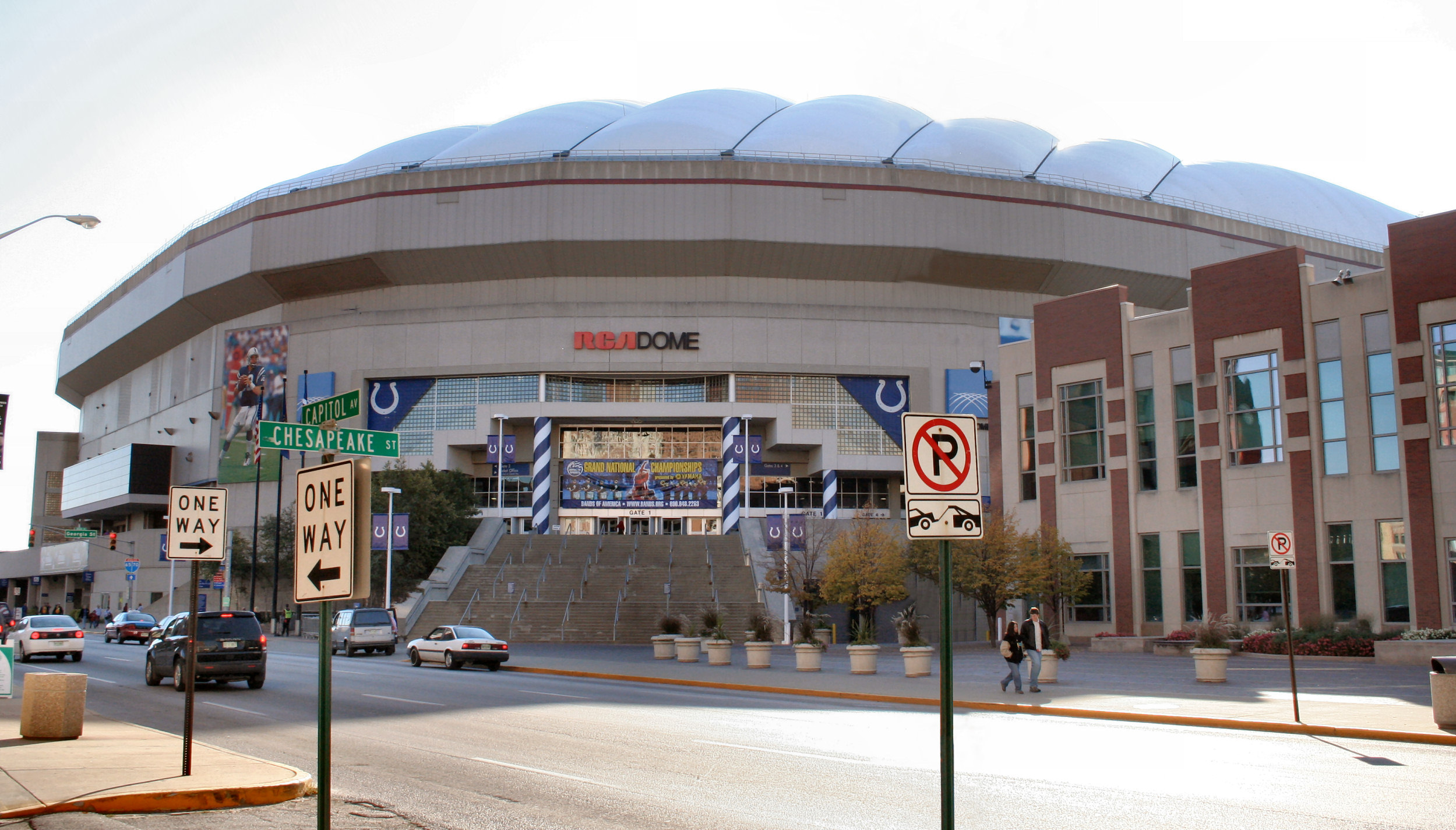
Hala RCA Dome v roce 2005

Halového MS v atletice 1987 se ve dnech 6. – 8. března účastnilo 7 československých atletů (4 muži a 3 ženy). Šampionát probíhal v americkém Indianapolisu v dnes již neexistující hale RCA Dome (dříve Hoosier Dome). Hala byla v roce 2008 zbourána.
Českoslovenští atleti vybojovali dvě stříbrné a jednu bronzovou medaili. Mezi muži získal stříbro Jozef Pribilinec v chůzi na 5 km. Ve finále trať zvládl v novém národním rekordu 18:27,80 a o pouhou jednu setinu sekundy prohrál se sovětským atletem Ščennikovem, který vytvořil nový halový světový rekord. Tento čas je dosud platným slovenským rekordem. Těsně pod stupni vítězů, na 4. místě skončil další chodec Roman Mrázek, ale také chodkyně Dana Vavřačová v chůzi na 3 km. Druhé stříbro vybojovala běžkyně Gabriela Sedláková v běhu na 800 metrů (2:01,85 – NR). Poslední cenný kov získal výškař Ján Zvara, který překonal 234 cm a na stupních vítězů obdržel bronz.

## Výsledky

### Muži
| Atlet            | Disciplína    | Kvalifikace | Kvalifikace | Rozběh | Rozběh   | Semifinále | Semifinále | Finále        | Finále           |
| Atlet            | Disciplína    | Výkon       | Umístění    | Výkon  | Umístění | Výkon      | Umístění   | Výkon         | Umístění         |
| ---------------- | ------------- | ----------- | ----------- | ------ | -------- | ---------- | ---------- | ------------- | ---------------- |
| Roman Mrázek     | Chůze na 5 km |             |             |        |          |            |            | 18:47,95 (PB) | 4.               |
| Jozef Pribilinec | Chůze na 5 km |             |             |        |          |            |            | 18:27,80 (NR) | Stříbrná medaile |
| Ján Zvara        | Skok do výšky | 2,24 m      | 9.          |        |          |            |            | 2,34 m        | Bronzová medaile |
| Ján Čado         | Trojskok      | 16,58 m     | 5.          |        |          |            |            | 16,33 m       | 10.              |

### Ženy
| Atletka            | Disciplína    | Kvalifikace | Kvalifikace | Rozběh  | Rozběh   | Semifinále | Semifinále | Finále        | Finále           |
| Atletka            | Disciplína    | Výkon       | Umístění    | Výkon   | Umístění | Výkon      | Umístění   | Výkon         | Umístění         |
| ------------------ | ------------- | ----------- | ----------- | ------- | -------- | ---------- | ---------- | ------------- | ---------------- |
| Gabriela Sedláková | 800 m         |             |             | 2:03,69 | 4.       |            |            | 2:01,85       | Stříbrná medaile |
| Ivana Kubešová     | 1500 m        |             |             |         |          |            |            | DNF           | –                |
| Dana Vavřačová     | Chůze na 3 km |             |             |         |          |            |            | 12:47,49 (NR) | 4.               |